# Байсарина, Сарвар Мухамединовна
Сарвар Мухамединовна Байсарина (каз. Сәруар Мұхамедияқызы Байсарина; 1 января 1936 — 19 декабря 1986) — советская казахская швея-мотористка, работница Петропавловской швейной фабрики «Комсомолка», Герой Социалистического Труда (16 января 1974). Первый Герой Социалистического Труда, удостоенный этого звания за новаторство в швейном деле. Делегат XVI съезда Компартии Казахстана.

## Биография
Родилась в 1936 году в селе (ныне город) Белово Западно-Сибирского края (ныне Кемеровской области).
Позже переехала в Северный Казахстан. Работала швеёй-мотористкой на Петропавловской швейной фабрике «Комсомолка» Министерства лёгкой промышленности Казахской ССР. В 1964 году получила звание мастера первого разряда, в 1982 году назначена инструктором на заводе.
В 1974 году за новаторство в швейном деле Сарвар Мухамединовна была награждена званием Героя Социалистического Труда и медалью «Серп и Молот», а также орденом Ленина по решению Президиума Верховного Совета СССР. В 1966 году была награждена также Орденом Трудового Красного Знамени. Лауреат Государственной премии Казахской ССР в 1974 году, депутат Верховного Совета Казахской ССР. Участница XXV съезда КПСС.
Состояла в браке с Таласпаем Омарулыевым, в браке родились дети Еркин и Алма.
Умерла 19 декабря 1986 года. Похоронена на Старом мусульманском кладбище в с. Новопавловка.